# 有限責任あずさ監査法人
有限責任 あずさ監査法人（あずさ、英語: KPMG AZSA LLC）は、2003年に設立された、日本の大手監査法人。2010年に有限責任制度適用の監査法人に移行した。
世界の大手監査法人を指す「Big4」の一つ、KPMGのメンバーファーム。いわゆる「4大監査法人」の一つである。

## 概要
- 統轄事務所
  - 本部 - 東京都新宿区津久戸町1-2 あずさセンタービル（飯田橋オフィス）
  - 東京事務所 - 東京都千代田区大手町1-9-7 大手町フィナンシャルシティ サウスタワー（大手町オフィス）
  - 大阪事務所 - 大阪府大阪市中央区北浜3-5-29 日本生命淀屋橋ビル
  - 名古屋事務所 - 愛知県名古屋市中村区名駅3-28-12 大名古屋ビルヂング26F
- 地域事務所／オフィス - 19か所（統轄事務所除く）
- 人員数 - 7,108名（2024年6月30日時点）
- 被監査会社数 - 金商法監査クライアント707社を含む3,370社（2024年6月30日時点）

## 大口クライアント
有価証券報告書より、最近の監査報酬が1億円超のクライアントを列挙。
素材・エネルギー
日本製鉄、帝人、神戸製鋼所、ブリヂストン、コスモエネルギーHD、太平洋セメント、レンゴー、AGC、東洋製罐グループHD、住友ゴム工業、住友金属鉱山、三井金属鉱業、東洋紡、TOYO TIRE、住友理工、北越コーポレーション、ノリタケ
医療・化学
武田薬品工業、住友化学、大塚HD、エア・ウォーター、資生堂、第一三共、日東電工、レゾナックHD、東ソー、ユニ・チャーム、日本ペイントHD、テルモ、中外製薬、サワイグループHD、住友ベークライト、カネカ、住友ファーマ、協和キリン、大日本塗料、参天製薬
食品・アグリ
キリンHD、アサヒグループHD、味の素、マルハニチロ、不二製油グループ本社、理研ビタミン、ダイドーグループHD、伊藤ハム米久HD、キッコーマン
自動車・機械・部品・エレクトロニクス
パナソニックHD、日本電気、本田技研工業、富士フイルムHD、小松製作所、三菱重工業、住友電気工業、三菱電機、川崎重工業、TDK、コニカミノルタ、ミネベアミツミ、マツダ、東京エレクトロン、住友重機械工業、SUBARU、セイコーグループ、PHCHD、ジャパンディスプレイ、カナデビア、ジーエス・ユアサコーポレーション、三井海洋開発、ナブテスコ、SCREENHD、マキタ、カシオ計算機、サトー、三井E&S、スタンレー電気、太陽誘電、プレス工業、品川リフラクトリーズ
不動産・建設・レジデンス
三井不動産、積水化学工業、大成建設、住友不動産、ミライト・ワン、日揮HD、高松コンストラクショングループ、竹中工務店
物流・インフラ
東日本旅客鉄道、近鉄グループHD、阪急阪神HD、東京瓦斯、名古屋鉄道、大阪瓦斯、中部電力、日本航空、東武鉄道、商船三井、セイノーHD、ニッコンHD、京王電鉄、相鉄HD、南海電気鉄道、三菱倉庫、中国電力、レノバ、日本貨物鉄道、三井倉庫HD
生活・サービス
日本郵政、セコム、バンダイナムコHD、セガサミーHD、KNT-CTHD、コクヨ、TREHD、TSIHD、タカラトミー、イトーキ、三菱鉛筆、住友三井オートサービス、リゾートトラスト、オリエンタルランド
情報・通信
日本電信電話、電通グループ、NTTデータグループ、TOPPANHD、博報堂DYHD、光通信、SCSK、PKSHA Technology、TBSHD、トレンドマイクロ
卸売・小売・外食
住友商事、セブン&アイHD、双日、メディパルHD、ヤマダHD、H2Oリテイリング、アルフレッサHD、髙島屋、岩谷産業、トリドールHD、黒田グループ、シップヘルスケアHD、ケーズHD、ミツウロコグループHD、興和、極東貿易、青山商事
金融・保険
三井住友FG、オリックス、マネックスグループ、三井住友銀行、MS&ADインシュアランスグループHD、三井住友トラストHD、大和証券グループ本社、三井住友信託銀行、三井住友ファイナンス&リース、第一生命HD、三井住友海上火災保険、ゆうちょ銀行、アクサHDジャパン、あいおいニッセイ同和損害保険、かんぽ生命保険、山口FG、NECキャピタルソリューション、東海東京フィナンシャルHD、ジャックス、セブン銀行、あいちFG、ひろぎんHD、ちゅうぎんFG

### 特徴
法人及びクライアントの特徴として以下の点が挙げられる。
- 朝日新和時代（1980年代まで）は太田昭和と並んで保守的な社風であったが、営業力を最重視するアンダーセンとの提携によって外資色が急に強くなったといわれる。
- 上場クライアントの純利益合計では、あずさより数の多い新日本・トーマツを抑えてトップである。
- 企業グループの中では、創業者の出自から住友グループ・三井グループに強い（後述）。
- 住友グループに関係し、昔から大阪方面に大口クライアントを多く持つ。
- 現在は名古屋の企業にも強い。これはみすず監査法人解散の際、名古屋事務所に属していた中部電力・名古屋鉄道・東邦瓦斯など大半の在名クライアント及び人員を受け入れ、事務所の規模を急拡大させたからである。
- 中国地方に強く、マツダ・中国電力をはじめ広島銀行・広島ガス・広島電鉄・大創産業・福山通運・青山商事など在広企業をほぼ独占している。

## 経営成績の推移
人員数・社員数には、特定社員を含み、公認会計士・公認会計士試験合格者・会計士補のいずれにも該当しない職員を含まない。
| 決算期      | 業務収入       | うち監査報酬 （1項業務） | うち非監査報酬 （2項業務） | 営業利益     | 純利益       | 人員数 | うち 社員数 | 被監査会社数 | うち 金商法監査 |
| ----------- | -------------- | ------------------------ | -------------------------- | ------------ | ------------ | ------ | ----------- | ------------ | --------------- |
| 2011年6月期 | 880億686万円   | 729億5068万円            | 150億5618万円              | 39億7658万円 | 2億4403万円  | 4527人 | 633人       | 3276社       | 797社           |
| 2012年6月期 | 828億7171万円  | 686億3225万円            | 142億3946万円              | 35億3211万円 | 2億269万円   | 4465人 | 616人       | 3308社       | 783社           |
| 2013年6月期 | 800億8193万円  | 677億5741万円            | 123億2452万円              | 20億7283万円 | 21億5224万円 | 4174人 | 609人       | 3245社       | 775社           |
| 2014年6月期 | 807億3470万円  | 674億3169万円            | 133億300万円               | 23億9571万円 | 6億9578万円  | 4158人 | 607人       | 3265社       | 779社           |
| 2015年6月期 | 831億5700万円  | 681億100万円             | 150億5600万円              | 16億8000万円 | 22億5200万円 | 4246人 | 604人       | 3325社       | 788社           |
| 2016年6月期 | 898億9500万円  | 698億7500万円            | 200億2000万円              | 15億9500万円 | 7億1400万円  | 4360人 | 606人       | 3402社       | 806社           |
| 2017年6月期 | 959億5200万円  | 721億6000万円            | 237億9200万円              | 47億8500万円 | 59億9400万円 | 4462人 | 614人       | 3481社       | 799社           |
| 2018年6月期 | 971億2100万円  | 765億4900万円            | 205億7100万円              | 4億8400万円  | 13億6900万円 | 4472人 | 603人       | 3558社       | 814社           |
| 2019年6月期 | 1004億9300万円 | 782億8500万円            | 222億800万円               | 18億500万円  | 7億7200万円  | 4440人 | 598人       | 3614社       | 808社           |
| 2020年6月期 | 1059億7000万円 | 827億7000万円            | 231億9900万円              | 24億5200万円 | 9億8500万円  | 4418人 | 592人       | 3635社       | 819社           |
| 2021年6月期 | 1052億8100万円 | 832億9600万円            | 219億8500万円              | 27億9800万円 | 13億500万円  | 4385人 | 595人       | 3638社       | 814社           |
| 2022年6月期 | 1110億9800万円 | 854億3200万円            | 256億6500万円              | 13億5200万円 | 3億1100万円  | 4328人 | 594人       | 3482社       | 754社           |
| 2023年6月期 | 1117億3400万円 | 875億3200万円            | 242億200万円               | 7億3800万円  | 2億4900万円  | 4337人 | 578人       | 3423社       | 714社           |
| 2024年6月期 | 1213億6700万円 | 933億800万円             | 280億5800万円              | 11億2300万円 | 2億4600万円  | 4413人 | 566人       | 3370社       | 707社           |

## 沿革
現在のあずさ監査法人の母体とも言える監査法人朝日会計社の創業者尾澤修治は住友銀行の出身であり、そのため創業以来より住友系のクライアントを多く持ち、大手監査法人の一角を占めていた。海外提携先も当時「Big8」と呼ばれていた会計事務所の一つ、アーサー・ヤングであった。一方、新和監査法人は規模としては準大手であり、中堅のBDOインターナショナル及びグラントソントン・インターナショナルという2つの会計事務所と提携していた。監査法人朝日会計社と新和監査法人は、当時の首相・中曽根康弘内閣の公社民営化による設立企業を受け入れる素地を整えるため、1985年（昭和60年）に合併。当時、国内の監査法人は旧公社クラスの企業の監査に対応できるほどの規模を有していなかったため、監査法人の大小を問わず合併が相次いでいた。中でも朝日と新和はいち早く合併を成功させ、結果としてJR東日本やNTTをクライアントとして獲得したが、合併後の監査法人朝日新和会計社はアーサー・ヤング、BDO、グラントソントンの3つと提携することとなった。当時、日本企業の海外進出はまだ少なく、逆に外資系企業の日本進出が多かったため複数の海外提携先を抱えても問題は生じなかったと言われる。なお対外的には国際部を旧朝日系のもの（アーサー・ヤング）に統一し、旧新和系の国際部は国内部門との通し番号を割り当てた。これにより国内クライアントの海外活動への対応は、アーサー・ヤングに一本化されていた。しかし、1989年（平成元年）にメイン提携先であったアーサー・ヤングはアーンスト・アンド・ウィニーと合併し、アーンスト・アンド・ヤングとなった。形式上は対等合併であったが、実質的には当時経営難に陥っていたアーサー・ヤングをアーンスト・アンド・ウィニーが救済したものであるため、アーサー・ヤング側の立場は弱かった。ところで合併前のアーンスト・アンド・ウィニーは当時太田昭和監査法人と提携していたため、太田昭和と朝日新和の2法人がアーンスト・アンド・ヤングを海外提携先とする構図になった。すると事務所内において立場の強い旧アーンスト・アンド・ウィニー側が、従来の提携先であった太田昭和を国内業務において優先するようになり、朝日新和側に不利益な結果をもたらすこととなった。更に旧アーサー・ヤング側の人員は多くがリストラに遭ったため、朝日新和は従前の人的関係をも失うこととなった。なお、この時に太田昭和側はこれを解消すべく朝日新和との合併を持ちかけたが、大手同士の合併は寡占を招くとして大蔵省（当時）は許可しなかった。
かくして、朝日新和はアーンスト・アンド・ヤングとの提携を1993年（平成5年）に解消し、新たにアーサー・アンダーセンと提携した。同時にアンダーセンの国内直営事務所であった井上斎藤英和監査法人と合併し、朝日監査法人となった。アンダーセンは重複提携を認めない方針であったため、新和監査法人からの付き合いであったBDO及びグラントソントンともここで提携を解消。その後BDOは三優監査法人、グラントソントンは元監査法人（現 太陽有限責任監査法人）へと提携先を移している。その後アーサー・アンダーセンは2001年（平成13年）に起きたエンロン事件により打撃を受け、翌2002年（平成14年）に解散した。これにより朝日監査法人は海外提携先を喪失し、またしても新たな提携先を探さなければならなくなった。一方その頃、太田昭和監査法人はKPMGと提携していたセンチュリー監査法人と2000年（平成12年）に合併。これにより発足した監査法人太田昭和センチュリー（2001年より新日本監査法人）はアーンスト・アンド・ヤング及びKPMGという2つの会計事務所と提携することとなり、前述したアーンスト・アンド・ヤングが太田昭和及び朝日新和と提携していた時とは逆の構図で、KPMGに不利益な結果をもたらすこととなった。
ここに朝日監査法人とKPMGの利害関係は一致し、朝日は海外提携先にKPMGを選定した。この際にいったん新日本監査法人の旧センチュリー系グループが独立する形で設立された（旧）あずさ監査法人と朝日監査法人とが合併する形で、2004年（平成16年）に現在のあずさ監査法人が設立された（ただし存続法人は朝日監査法人である）。これにより日本の4大監査法人と海外のBig4の提携関係の「ねじれ」は解消されることになった。なお旧センチュリー監査法人のクライアントには、パナソニック・三菱電機・本田技研工業のようにあずさへ移ったものもあれば、日立グループや雪印乳業（現 雪印メグミルク）のように新日本にそのまま残ったものもある。
- 1949年（昭和24年） - ピート・マーウィック・ミッチェル（PMM、後のKPMG）日本事務所を東京に設立。
- 1969年（昭和44年）7月 - 監査法人朝日会計社設立。
- 1974年（昭和49年） - 中央共同監査法人設立[4]。
- 1974年（昭和49年）12月 - 新和監査法人設立。
- 1976年（昭和51年）12月 - 監査法人朝日会計社がアーサー・ヤングと提携。
- 1984年（昭和59年）6月 - アーサー・アンダーセンが英和監査法人を設立[5]。
- 1985年（昭和60年）7月 - 監査法人朝日会計社と新和監査法人が合併し、監査法人朝日新和会計社となる。
- 1986年（昭和61年）7月 - 監査法人朝日新和会計社が監査法人福岡センターを吸収合併。
- 1987年（昭和62年） - 中央共同監査法人と監査法人井上達雄事務所が合併し、井上斎藤監査法人となる[4]。
- 1989年（平成元年）10月 - 監査法人朝日新和会計社が、札幌中央監査法人・監査法人横浜関内監査事務所・名古屋第一監査法人を吸収[6]。
- 1989年（平成元年）12月 - 海外提携先であったアーサー・ヤングがアーンスト・アンド・ウィニーと合併、アーンスト・アンド・ヤングとなる。
- 1991年（平成3年）9月 - 井上斎藤監査法人と英和監査法人が合併、井上斎藤英和監査法人となる。
- 1993年（平成5年）10月 - 監査法人朝日新和会計社と井上斎藤英和監査法人が合併し、朝日監査法人発足。アーンスト・アンド・ヤングとの提携を解消し、アーサー・アンダーセンと提携。
- 2002年（平成14年）8月 - アーサー・アンダーセン解散により、海外提携ファームを失う。
- 2003年（平成15年）2月 - 新日本監査法人（現 EY新日本有限責任監査法人）よりKPMGの監査部門が独立し、あずさ監査法人を設立。
- 2003年（平成15年）4月 - 朝日監査法人がKPMGのメンバーファームに正式加入。
- 2004年（平成16年）1月 - 朝日監査法人とあずさ監査法人が合併し、法人名をあずさ監査法人として発足。
- 2010年（平成22年）7月 - 有限責任監査法人に移行し、名称を有限責任 あずさ監査法人に変更。
- 2013年（平成25年）1月 - 本部機能をあずさセンタービル（飯田橋オフィス）に残したまま、東京事務所を大手町フィナンシャルシティサウスタワー（大手町オフィス）へ移転[7]。

### 歴代理事長
| 代 | 氏名     | 期間                  | 備考                                                 |
| -- | -------- | --------------------- | ---------------------------------------------------- |
| 1  | 岩本繁   | 2004年1月 - 2004年4月 | 東京経済大学経済学部卒、朝日監査法人理事長から横滑り |
| 2  | 佐藤正典 | 2004年5月 - 2010年5月 | 早稲田大学商学部卒                                   |
| 3  | 内山英世 | 2010年6月 - 2015年5月 | 早稲田大学政治経済学部卒                             |
| 4  | 酒井弘行 | 2015年6月 - 2019年6月 | 慶応義塾大学経済学部卒                               |
| 5  | 高波博之 | 2019年7月 - 2021年6月 | 中央大学商学部卒                                     |
| 6  | 森俊哉   | 2021年7月 -           | 早稲田大学法学部卒、現職                             |

## 出来事

### NOVA不正会計事件
2007年4月に破綻した英会話学校NOVA（当時ジャスダック市場上場）の2007年3月決算で、係争事件を「企業の存続に重大な影響を与えるリスク」として開示していなかったことについて、不適切な情報開示として当時の担当監査法人であったあずさ監査法人が公認会計士協会の調査を受けている。

### ユニコ・コーポレーション破綻事件
2006年10月上場会社ユニコ・コーポレーションが利益を優先し、リース資産や融資に対して適切な自己査定をしていなかったとの理由で会社に対しあずさ監査法人から債務超過の指摘を受け事実上破綻した。記者会見の席上で当時の社長は「監査法人の指摘は青天の霹靂」と批判したが、会社は事実上のワンマン経営であり不正会計の発覚が遅延しただけとの見方もある。

### 株価操作事件
2004年、キャッツの株価操作事件に深く関与していたとして担当会計士が会計士協会から会計士資格の登録抹消の処分を受けている。逮捕された会計士が、あずさ監査法人の業務管理部門にいたこともあり、当時、新たに監査契約を締結したキヤノンが事情を聞くなど大きな波紋を呼んだ。

### オリンパス事件
2012年7月、金融庁はあずさ監査法人に対し業務改善命令を出した。これはオリンパスによるバブル期以来長期の1,000億円以上の損失隠しがあるにもかかわらず当時から2009年3月期までずっと適正意見を出し続け、さらに新日本監査法人に経営上の疑問点を引き継がなかったためである。

### 継続的専門研修制度（CPE）不正受講
2020年9月、所属する会計士45人が、公認会計士法で義務づけられた「継続的専門研修」（CPE）のオンライン講座を、2つの講座に同時にログインして、2つを受講したと偽るなどしたことが判明した。あずさは当該の会計士たちを減給などの懲戒処分にすることを検討し、高波博之理事長ら役員10人の報酬をカットするとした。また、日本公認会計士協会は他の監査法人でも同様の不正が行われていないか調査を行うとした。

## 法人名称の由来
法人名の「あずさ」は、弓の材料に用いられる丈夫で弾力のある樹木「梓（あずさ）」にあやかり、強靱な組織力と柔軟な創造性をもって、企業経営のA to Zをサポートしたいという願いをあらわす。